# 藪野健
藪野 健（やぶの けん、1943年9月1日 - ）は、日本の洋画家、日本藝術院会員、二紀会前副理事長、二紀会理事。早稲田大学栄誉フェロー、名誉教授、芸術功労者、維持員。広島大学名誉博士。府中市美術館館長。

## 作品の特徴
藪野健の作品の特徴は、澄み渡った青い空(通称「藪野ブルー」と言われている)と、具象絵画でありながら、情感豊かで幻想的な「記憶」の世界として描かれていることである。その世界を支えているのは、確かな技術と典雅、画格の高さにある。
また藪野健は、常々周囲の人たちに以下のような言葉を述べている。
「絵を描いていて楽しいのは、全くの無地に、次々と思い浮かんだ世界を描くことができること。どんな時代にも出掛けることができ、どんな人とも出逢え、またどんな場所にも訪れることができる。画中で自由に、時、人、場を行き来できる。」と。

## 略歴
1943年9月1日愛知県名古屋市に生まれる。父親の藪野正雄は正宗得三郎に師事した画家で、健はのちに得三郎の孫娘と結婚した。
1969年早稲田大学大学院文学研究科美術史専攻修士課程修了。
1970年～1971年マドリード、サン・フェルナンド美術学校プロフェソラード留学。
1976年早稲田大学理工学部講師(西洋美術史)、武蔵野美術大学講師(絵画)、1984年早稲田大学政治経済学部講師(芸術)、同理工学部建築学科講師(設計実習)、1988年同第二文学部講師、1989年同学理工学部機械工学科講師などを経て、
1990年武蔵野美術大学造形学部映像学科教授(絵画、表現論)。
1999年早稲田大学芸術学校空間映像科教授(～2010年)。
2009年日本藝術院会員。
2010年一般社団法人二紀会副理事長。
2010年早稲田大学基幹理工学部表現工学科教授。
2011年4月～2012年10月早稲田大学會津八一記念博物館館長。
2014年早稲田大学栄誉フェロー、名誉教授、維持員。山田洋次監督「小さいおうち」絵画監修。
2015年府中市美術館館長。山田洋次監督「母と暮らせば」イメージアドバイザー。
2016年広島大学名誉博士。

## 受賞歴
- 1965年 「丘の道」で二紀展初入選
- 1967年 二紀展奨励賞受賞
- 1969年 二紀展奨励賞受賞
- 1975年 「小さい町」で昭和会展優秀賞受賞、「まちの門」でシェル美術賞展3等賞受賞
- 1977年 「僕の小学校」「建築家の部屋」で二紀展宮本賞受賞
- 1978年 「僕の小学校」で安井賞展佳作賞受賞
- 1982年 「遠い日の僕の村」で二紀展菊華賞受賞
- 1985年 「1936 春 アラゴン」で日本青年画家展優秀賞受賞
- 1991年 「時を刻み、又時が」で二紀展文部大臣賞受賞
- 2009年 「ある日アッシジの丘で」で日本芸術院賞受賞、日本芸術院会員に就任
- 2012年 「絵画・藝術工学・都市藝術表現」で早稲田大学大隈記念学術褒賞受賞
- 2018年 早稲田大学芸術功労者表彰

## 個展
早稲田大学會津八一記念博物館、早稲田大学歴史館、多摩美術大学美術館、府中市美術館、三越日本橋本店(美術特選画)、日動画廊、美術画廊、名古屋画廊、トヨタ博物館、など。

## 作品収蔵
早稲田大学、早稲田大学高等学院、早稲田大学本庄高等学院、早稲田実業学校、大隈記念早稲田佐賀学園、日本藝術院、衆議院(憲政会館)、東京都現代美術館、愛知県美術館、神奈川県立近代美術館、栃木県立美術館、豊橋市美術博物館、碧南市立藤井達吉記念美術館、浜松市立美術館、府中市美術館、新潟市立美術館、宇都宮市美術館、小山市立車屋美術館、箱根の森美術館(フジテレビ)、トヨタ博物館、式年遷宮記念神宮美術館、伊勢現代美術館、村内美術館、笠間日動美術館、森美術館(いわき市)、日本医科大学、北里大学、常磐大学、白鷗大学、広島大学、駒場東邦中・高等学校、愛光学園高等高校、名古屋中・高等学校、東日本旅客鉄道、みずほ銀行、立山酒造、アカデミーヒルズなど。

## 著書
『たてものをかくー建築と絵画－』[単](ポプラ社1983年)、『早稲田小辞典』[共](論創社1984年)、『明治建築の旅』[共](新潮社1988年)、『東京２時間ウォーキング 下町編』[単](中央公論新社2001年)、『東京２時間ウォーキング 山の手編』[単](中央公論新社2002年)、『東京２時間ウォーキング 都心編』[共](中央公論新社2002年)、『藪野健都心を描く』[単](読売新聞社2002年)、『横浜２時間ウォーキング』[共](中央公論新社2002年)、『東京２時間ウォーキング 都電荒川線』[共](中央公論新社2002年)、『パリ２時間ウォーキング』[共](中央公論新社2002年)、『ブルゴーニュー２時間ウォーキング』[共](中央公論新社2003年)、『絵画の着想―描くとはなにか―』[単](中央公論新社2003年)、『漱石２時間ウォーキング』[共](中央公論新社2003年)、『荷風２時間ウォーキング』[共](中央公論新社2004年)、『プラド美術館　名画に隠れた謎を解く』[単](中央公論新社2006年)、『東京２時間ウォーキング 銀座・日本橋』[共](中央公論新社2008年)、画文集『早稲田風景～紺碧の空の下に～』[単](中央公論新社2015年)、『京都　とっておきの道を歩く』[共](メタモル出版2015年)。
「画家のアトリエ」『身体と場所の記号論』[共](東海大学出版会1991年)、『マルカタ王宮の研究』[共](中央公論美術出版1993年)、「黒澤明の描く場と時代」『黒澤明をめぐる12人の狂詩曲』[共](早稲田大学出版部2004年)、「失われた風景と残った風景－福島での絵画取材で考える－」『震災後に考える　東日本大震災と向きあう92の分析と提言』[共](早稲田大学出版部2015年)

## 画集
- 『藪野健展』 日動画廊 c1980
- 『車とアート 藪野健絵画展』 トヨタ自動車トヨタ博物館 1996.7
- 『記憶の都市を描く - 藪野健展』 日本橋三越本店 2007.1
- 『藪野健展 - 記憶の都市』 府中市美術館 2007.7-10
- 「キャンパスがミュージアム vol.3 《藪野健の芸術》」 早稲田大学文化推進部 2014.6.20 (ダウンロード可能)
- 『藪野健展 - 記憶の都市』 三越日本橋本店 2017.11
- 『藪野健展 - 記憶の扉を開けて』 早稲田大学會津八一記念博物館 2018.6-8
- 『藪野健－時空散歩－江戸東京、そして東北』 多摩美術大学美術館 2019.04.04-5.19